# Claudio Sala
Claudio Sala (Macherio, 8 de setembro de 1947) é um ex-futebolista profissional e treinador italiano que atuava como atacante.

## Carreira
Claudio Sala representou a Seleção Italiana de Futebol, na Copa do Mundo de 1978, atuando em duas partidas.